# Deltocyathoides stimpsonii
Deltocyathoides stimpsonii is een rifkoralensoort uit de familie van de Turbinoliidae. De wetenschappelijke naam van de soort is voor het eerst geldig gepubliceerd in 1871 door Pourtalès.